# 后髮座8
后髮座8，又名BD+23 2448，HD 107168、SAO 82239、HR 4685，是后髮座的一颗恒星，视星等为6.27，位于銀經240.56，銀緯81.66，其B1900.0坐标为赤經12h 14m 16.1s，赤緯+23° 81.66′ 25″。